# هاريسون كينيدي (كاتب أغاني)
هاريسون كينيدي هو كاتب أغاني كندي، ولد في 9 مارس 1942 في هاميلتون في كندا.

## وصلات خارجية
- هاريسون كينيدي على موقع ميوزك برينز (الإنجليزية)
- هاريسون كينيدي على موقع أول ميوزيك (الإنجليزية)
- هاريسون كينيدي على موقع ديسكوغز (الإنجليزية)